# Цифу Чипань
Цифу Чипань (кит. трад. 乞伏熾磐, упр. 乞伏炽磐, пиньинь Qǐfú Chìpán, ?-428) — сяньбийский вождь, правитель государства Западная Цинь.

## Биография

### Молодые годы
В источниках не имеется ни года рождения Цифу Чипаня, ни сведений о том, кто была его мать. Впервые он упоминается в 393 году, когда его отец Цифу Ганьгуй объявил его наследником престола. Цифу Чипань быстро стал одной из ключевых фигур в окружении Цифу Ганьгуя.
В 400 году Цифу Ганьгуй потерпел крупное поражение от войск государства Поздняя Цинь. Придя к выводу, что ему не удастся сохранить собственное государство, он сдался правителю государства Южная Лян Туфа Лилугу. Власти Южной Лян опасались, что Цифу Ганьгуй попытается восстановить Западную Цинь, и отправили войска для наблюдения за ним. Чтобы восстановить доверие Туфа Лилугу, Цифу Ганьгуй отправил жену и детей (включая Цифу Чипаня) в южнолянскую столицу Сипин в качестве заложников. Однако, когда надзор за ним ослаб, Цифу Ганьгуй бежал в Фухань и сдался Поздней Цинь.
Тем временем Цифу Чипань женился на дочери Туфа Нутаня — брата Туфа Лилугу. Узнав о побеге отца, Цифу Чипань также попытался бежать, но был пойман; Туфа Лилугу хотел его казнить, но Туфа Нутань вступился за зятя, и ему была оставлена жизнь. В 402 году Туфа Лилугу скончался, и Туфа Нутань взошёл на престол Южной Лян. Цифу Чипань бежал вновь и на этот раз смог присоединиться к отцу, ставшему генералом на службе Поздней Цинь; узнав о побеге, Туфа Нутань не стал мстить родственникам, а выслал к Цифу Чипаню его жену и детей.
Позднециньский император Яо Син поставил Цифу Ганьгуя во главе Ваньчуаня — его же прежней столицы. Цифу Ганьгуй отправил Цифу Чипаня в столичный Чанъань, и Яо Син сделал Цифу Чипаня главой одного из округов империи. В последующие годы Цифу Ганьгуй стал действовать всё более и более независимо, нападая без императорского разрешения на племена, признавшие себя вассалами Поздней Цинь. Опасаясь его усиления, император Яо Син сделал его министром при своём дворе, заставив передать войска под командование Цифу Чипаня.
В 409 году Цифу Ганьгуй смог бежать в Ваньчуань к Цифу Чипаню, и вновь провозгласил независимость Западной Цинь, введя собственное летоисчисление.

### Во время второго правления отца
Цифу Чипань был вновь объявлен наследником престола, и отец стал больше всего полагаться на него в военных вопросах. Весной 411 года цифу Ганьнуй вернул Поздней Цинь захваченных чиновников и предложил мир, согласившись признать себя вассалом. Яо Син даровал ему титул «Хэнаньского князя» (河南王), а Цифу Чипаню — титул «Пинчанского гуна» (平昌公).
Летом 412 года Цифу Гунфу (сын Цифу Гожэня — основателя Западной Цинь) устроил переворот и убил Цифу Ганьгуя и больше 10 его сыновей. Цифу Чипань смог подавить путч, и сел на трон сам, провозгласив себя «Хэнаньским князем».

### На престоле
Воспользовавшись происходящим распадом Поздней Цинь и Южной Лян, Цифу Чипань начал покорять племена, выходящие из-под власти этих государств. В 414 году он в результате молниеносного рейда он захватил южнолянскую столицу Лэду. Услышав об этом, южнолянские войска разбежались, и покинутый всеми Туфа Нутань был вынужден тоже сдаться Западной Цинь; таким образом Южная Лян прекратила своё существование. Поначалу Цифу Чипань принял Туфа Нутаня как дорогого гостя, дал ему титул «Цзонаньского гуна» (左南公) и взял в жёны его дочь. Однако в 415 году он приказал тайно дать Туфа Нутаню яд. Осознав, что произошло, Туфа Нутань отказался от лечения и вскоре скончался.
Аннексировав Южную Лян, Цифу Чипань изменил свой титул, провозгласив себя «Циньским князем» (秦王). Он возобновил стычки с Поздней Цинь, однако раньше Южная Лян служила буфером между государством Цифу Чипаня и Северной Лян, теперь же Цифу Чипаню пришлось самому воевать против северолянского правителя Цзюйцюй Мэнсюня. В 416 году они заключили между собой мир.
В 417 году цзиньский полководец Лю Юй уничтожил государство Поздняя Цинь, а в 420 году сверг цзиньского императора и сел на престол сам, основав южную империю Сун. Занятый внутренними делами, Лю Юй не стал после уничтожения Поздней Цинь занимать её территорию, и её захватило хуннское государство Ся. Северная Лян, захватив государство Западная Лян, обезопасило свою западную границу, и с 421 года возобновила войну с Западной Цинь.
В 426 году Западная Цинь предприняла крупное наступление на Северную Лян. Цзюйцюй Мэнсюнь отправил послов в хуннское государство Ся с предложением совместных действий, и под ударами с двух сторон Западная Цинь потерпела серьёзное поражение. Цифу Чипань был вынужден перенести столицу из Фуханя в Динлянь (оба пункта — на территории современного городского уезда Линься). В том же году войска Ся потерпели крупное поражение от войск государства Северная Вэй, и после ухода противника Цифу Чипань вернул столицу в Фухань. Подвергаясь постоянным нападениям со стороны Северной Лян и государства Чоучи и услышав, что северовэйские войска захватили столицу Ся, Цифу Чипань отправил своего дядю Цифу Вотоу в Северную Вэй с данью.
В 428 году Цифу Чипань скончался, и ему наследовал его сын Цифу Мумо.